# Tadeusz Gicgier
Tadeusz Gicgier (ur. 19 września 1927 w Łodzi, zm. 4 maja 2005 tamże) – polski pisarz, poeta i satyryk.

## Życiorys
Studiował filologię polską na Uniwersytecie Łódzkim. Jako poeta zadebiutował w 1948 roku. Był redaktorem łódzkiej i białostockiej rozgłośni Polskiego Radia. Jest autorem scenariuszy do trzech filmów animowanych. Zmarł po wielomiesięcznej walce z chorobą – czerniakiem.
Pochowany na Starym Cmentarzu przy ul. Ogrodowej w Łodzi, w części katolickiej.

## Twórczość
Jest autorem trzydziestu książek, w tym dziesięciu zbiorów wierszy, siedmiu zbiorów reportaży literackich oraz kilku zbiorów satyr i fraszek. Zbiór Satyry, fraszki, aforyzmy jest wyborem wierszy satyrycznych i fraszek wierszem i prozą publikowanych na przestrzeni dwudziestu pięciu lat w prasie satyrycznej i literackiej.

### Poezja
- Garść ziemi (1957)
- Wyjmij mnie z czasu (1961)
- Zimowy owoc (1968)
- Ziemia białostocka i inne wiersze (1971)
- Pamięć genetyczna (1977)
- Przypowieści o podróży (1983)
- Mój drugi dom (1989)
- Nocny na Łódź Kaliską (1991)
- Herbarium (1992)[1]
- Wcielenia (1993)

### Twórczość satyryczna
- Moje boje (1963)
- Szkiełko i oko (1970)
- Zwierciadełka (1979)
- Satyry, fraszki, aforyzmy (1986)
- Gałązki, fraszki i aforyzmy (1988)
- Pod okiem amora (1986)
- Fraszka dopowie przysłowie (1991)
- Absurdałki. Limeryki krajoznawcze, człekoznawcze i zwierzoznawcze – 1991
- Trudno nie pisać satyry (1993) – antologia, współautor Jan Czarny
- Mała rzecz a grzeszy (1998)

### Powieści i opowiadania
- Gorzkie wody (1967)
- Człowiek na peronie (1979)
- Wąwóz Belzebuba (1986)
- Z różnych stron (1997)

### Reportaże literackie
- Zaczęło się od legendy (1968)
- O człowieku, któremu wystarczył ogarek (1979)
- Pasjonaci (1987)
- Wędrując z mikrofonem. Dzielnice Łodzi (1994)
- Opowieści o dawnych poetach Łodzi (1995)
- Pierwsza bitwa i inne reportaże sieradzkie (1996)

## Wyróżnienia
- Nagroda I stopnia Przewodniczącego Komitetu do Spraw Radia i Telewizji za całokształt twórczości literackiej oraz pracy dziennikarskiej w Polskim Radiu (1981),
- Nagroda województwa sieradzkiego za całokształt twórczości (1985),
- Nagroda literackiej miasta Łodzi (1990),
- Złoty Krzyż Zasługi (1964),
- Krzyż Kawalerski Orderu Odrodzenia Polski (1981),
- Krzyż Oficerski Orderu Odrodzenia Polski (1989)[4].